# Johann Beckenbach
Johann Beckenbach (* 4. Oktober 1897 in Framersheim; † 28. März 1992 in Mainz) war ein deutscher Unternehmer, Winzer und Politiker (SPD).

## Leben und Beruf
Beckenbach wurde als Sohn eines Wagners geboren. Nach dem Schulbesuch absolvierte er eine Wagnerlehre im elterlichen Betrieb, die er mit der Gesellenprüfung abschloss. Im Ersten Weltkrieg diente er als Soldat und wurde dreimal verwundet. Die Kriegserlebnisse bewogen ihn dazu, 1919 der SPD beizutreten. Ab 1921 war er Vorsitzender des SPD-Ortsvereins Framersheim. Nachdem er die Meisterprüfung bestanden  hatte, übernahm er die Leitung des väterlichen Betriebes und spezialisierte diesen auf Karosseriebau. Neben der SPD engagierte er sich außerdem im Reichsbanner Schwarz-Rot-Gold. Enttäuscht von der SPD wechselte er im November 1931 zur Sozialistischen Arbeiterpartei Deutschlands.
Nach der Machtergreifung der Nationalsozialisten wurde Beckenbach verhaftet und 1933 vom 10. März bis zum 1. Mai im KZ Osthofen interniert. Anschließend wurde ihm ein Verbot zur Weiterführung seines Betriebes erteilt, weshalb er fortan als Winzer und Weinhändler arbeitete. Er diente ab 1939 im Zweiten Weltkrieg als Soldat. 1943 wurde er erneut verhaftet, wegen angeblichen Hochverrats und Zersetzung der Wehrkraft angeklagt, und vom Oberlandesgericht Kassel zu fünf Jahren Zuchthaus und drei Jahren Ehrverlust verurteilt. Die Folgezeit verbrachte er im Strafgefangenenlager Lager Rollwald, aus dem ihm 1945 die Flucht gelang. Die US-amerikanischen Besatzungstruppen ernannten ihn zum Bürgermeister von Framersheim. Bis 1946 blieb er im Amt. Beckenbach gründete anschließend die SPD von Framersheim mit und war bis 1966 Mitglied im rheinland-pfälzischen Landesvorstand der Sozialdemokraten.

## Abgeordneter
Ab 1946 war er Mitglied des Kreistags und des Kreisausschusses Alzey. 1953 wurde er Erster Kreisdeputierter.
Beckenbach war 1946/47 Mitglied der Beratenden Landesversammlung des Landes Rheinland-Pfalz. Dem Rheinland-Pfälzischen Landtag gehörte er von 1947 bis 1971 an. Hier war er von 1959 bis 1963 Vorsitzender des Wein- und Weinwirtschaftsausschusses. 1949 wurde er vom Landtag in die erste Bundesversammlung und 1964 in die vierte Bundesversammlung gewählt. Seit 1967 fungierte er als Alterspräsident des Landtages. 1971 trat er von der aktiven Politik zurück.

## Ehrungen
- Großes Bundesverdienstkreuz, 1962

## Veröffentlichungen
- Das „Dritte Reich“ – Wie es war. Bericht eines Betroffenen (1933-1945), 1983